# Villa Rustica (Carisbrooke)
Die Villa Rustica von Carisbrooke ist ein römischer Gutshof (Villa rustica) auf der Gemarkung von Carisbrooke, einem Dorf auf der Isle of Wight (Vectis), nahe beim Lukely Brook, einem Zubringerfluss zum River Medina.
Die Villa wurde 1859 entdeckt und ausgegraben. Erneute Grabungen fanden 1969 statt. Die Villa bestand wahrscheinlich zunächst nur aus einem einzigen Raum. Im Laufe der Zeit wurde dieser kleine Bau erweitert und weitere Räume wurden hinzugefügt. Vor allem im Süden wurde eine dreischiffige Halle errichtet. Am Südende der Halle wurde zu einem unbestimmten Zeitpunkt ein Bad eingebaut. Mehrere Räume in der Villa waren mit Mosaiken ausgestattet. Im zentralen Raum, der auch den zuerst erbauten Raum darstellt, gab es ein einfaches Mosaik, das im Zentrum mit einem Schachbrettmuster dekoriert war. Die verwendeten Steine waren rot und weiß. In einem daneben liegenden Raum fand sich ein aufwändigeres Mosaik mit einem Kantharos in der Mitte und stilisierten floralen und geometrischen Mustern. Im selben Raum fanden sich auch Reste von qualitätsvollen Wandmalereien. Das Mosaik dieses Raumes erhielt nach der Ausgrabung ein Schutzdach, wurde aber im Laufe der Zeit vernachlässigt und ist heute zum großen Teil verloren.